# 真空解 (一般相対性理論)
一般相対性理論において、真空解 (英: vacuum solution) とはアインシュタインテンソルが恒等的に零となるローレンツ多様体をいう。アインシュタイン方程式に従えば、このことはエネルギー・運動量テンソルも恒等的に零となることを意味し、したがって物質を含む、重力以外の場が存在しないことになる。
より一般的な用語としては、ローレンツ多様体のアインシュタインテンソルが零となる領域を真空領域 （英: vacuum region） と呼ぶ。

## 同値条件
アインシュタインテンソルが零になることと、リッチテンソルが零になることが同値関係にあることは数学的事実である。このことは、次に示すようにこれら二つの二階テンソルが互いにトレース反転 (英: trace reverse) の関係にあるという事実からの帰結である。
{\displaystyle G_{ab}=R_{ab}-{\frac {R}{2}}\,g_{ab},\;\;R_{ab}=G_{ab}-{\frac {G}{2}}\,g_{ab}}
ここで、トレース {\displaystyle R={R^{a}}_{a},\;\;G={G^{a}}_{a}=-R} を用いた。
三つめの同値条件は、リーマン曲率テンソルをワイル曲率テンソルとリッチテンソルから構成される項との和へとリッチ分解して得られる。すなわち、ワイル曲率テンソルとリーマン曲率テンソルが {\displaystyle R_{abcd}=C_{abcd}} のように一致することと、その領域が真空であることは同値である。

## 重力場のエネルギー
真空領域においては {\displaystyle T^{ab}=0} であるから、一般相対性理論によれば真空領域は全くエネルギーを持たないかに見える。しかし、重力場は仕事をすることができ、 したがって重力場はそれ自体のエネルギーを持つものと考えなければならない。しかし、この重力場エネルギーが正確にどこに存在するのかを決めることは、重力相互作用と「その他の相互作用」を分離するという性質そのものからして、一般相対性理論上技術的に難しい問題である。
重力場そのものがエネルギーを持つという事実から、アインシュタイン方程式の非線形性を理解することができる。重力場の持つエネルギーそのものが、より多くの重力場を生み出そうとするのである。このことは一般相対性理論によれば太陽の外部の重力場がニュートン重力の予言する値よりも大きくなるという帰結をもたらす。

## 例
明示的な真空解として良く知られているものを下に挙げる。
- ミンコフスキー時空（宇宙定数が零の場合の何もない空間を記述する）
- ミルンモデル（英語版）（E. A. Milne が曲率を持たない空っぽの宇宙を記述するために開発したモデル）
- シュワルツシルト真空（球対称な質量の周りの時空を記述する）
- カー解（回転する物体の周りの時空を記述する）
- Taub-NUT真空（英語版） （孤立した物体の外部重力場が奇妙な性質を示すことを記述するための有名な反例）
- Kerns–Wild真空（英語版）（Robert M. Kerns, Walter J. Wild 1982)（「ほぼ均一」な重力場環境に置かれたシュワルツシルト物体）
- ダブルカー真空（英語版）（同一の回転軸を持つ二つのカー物体が無限遠から非物理的な質量のない「ケーブル」によりつるされて一定距離だけ離されている場合）
- カーン・ペンローズ真空（英語版） (K. A. Khan, Roger Penrose 1971) （単純な衝突平面波（英語版）モデル）
- オスヴァス・シュッキング真空（英語版） （円形に偏極した正弦重力波、もう一つの反例）
- カスナー計量（英語版）

これらは全て、一つもしくは複数のより広い解の分類に属する。
- ワイル真空（Hermann Weyl）（全ての定常真空解から成る分類）
- ベック真空（英語版） (Guido Beck 1925) （全ての非回転軸対称真空解から成る分類）
- エルンスト真空（英語版） (Frederick J. Ernst 1968) （全ての定常軸対称真空解から成る分類）
- エーラース真空（英語版） (Jürgen Ehlers) （全ての軸対称真空解から成る分類）
- セケレシュ真空（英語版） (George Szekeres) （全ての衝突平面重力波から成る分類）
- ゴウディ真空（英語版） (Robert H. Gowdy) （重力波から構成される宇宙論モデル）

ここに挙げた分類は適切な線形もしくは非線形の実もしくは複素偏微分方程式の解の集合であり、そのいくつかは時には驚くほど緊密な関係性を持つことがある。
これらに加えて、真空pp波時空と呼ばれる重力平面波も存在する。